# لوكابا
لوكابا هي مدينة في مقاطعة لوندا نورتي شرق أنغولا، بلغ عدد سكانها 110٫000 نسمة في عام 2014.